# Batalla de Arroyo Grande (Argentina)
La batalla de Arroyo Grande (provincia de Entre Ríos, Argentina, 6 de diciembre de 1842) fue uno de los combates más grandes e importantes en las guerras civiles argentinas y uruguayas. Fue una victoria del ejército federal porteño-entrerriano, dirigido por el expresidente uruguayo, brigadier Manuel Oribe, sobre una alianza de colorados uruguayos y unitarios argentinos (porteños emigrados, correntinos y santafesinos), dirigidos por el presidente de ese país, brigadier Fructuoso Rivera. Esta batalla terminó una de las más violentas guerras civiles en la Argentina, y comenzó la llamada Guerra Grande en el Uruguay.

## Antecedentes
Después del derrocamiento de Oribe en 1838, con apoyo de Francia, cuya flota bloqueaba el Río de la Plata, comenzaron una serie de guerras civiles locales en la Argentina, que culminaron en la que llevaron adelante la provincia de Corrientes y las provincias reunidas en la llamada Coalición del Norte. Las provincias rebeldes intentaban derrocar al gobernador de la provincia de Buenos Aires, brigadier Juan Manuel de Rosas, que ejercía un verdadero gobierno general sobre el país, sin una constitución que le diera validez.
Después del fracaso del general Juan Lavalle en llevar la revolución hasta la misma ciudad de Buenos Aires, el jefe unitario tuvo que llevar su ejército hacia el norte del país. Hasta allí fue perseguido por el general Oribe, nombrado por Rosas como comandante del ejército federal. Cuando Lavalle fue derrotado, a fines de 1841, el ejército federal quedó libre para aplastar la resistencia correntina y volver a Uruguay a recuperar el gobierno. En su camino de regreso no se suponía que pudiera encontrar más resistencia que la de Rivera, pero dos enemigos nuevos le salieron al cruce.
El general José María Paz se puso al frente del ejército correntino y venció al gobernador entrerriano, brigadier Pascual Echagüe en la batalla de Caaguazú. A continuación invadió Entre Ríos y, mientras su nuevo gobernador, brigadier Justo José de Urquiza, se refugiaba en Buenos Aires, se hizo nombrar gobernador. Pero el gobernador correntino, brigadier Pedro Ferré se negó a apoyarlo y se marchó a Corrientes. El presidente Rivera invadió Entre Ríos, pero se quedó junto al río Uruguay.
Mientras tanto, el gobernador de la provincia de Santa Fe, brigadier Juan Pablo López, se pronunció contra Rosas y enfrentó —sin ayuda exterior alguna— la invasión de Oribe. Fue derrotado y huyó hacia Entre Ríos.
Falto de apoyo, Paz se retiró hacia el este y puso su pequeño ejército a disposición de Rivera, yendo después a Montevideo. Rivera se puso al mando de una alianza entre el gobierno uruguayo, el de Corrientes, el expulsado de Santa Fe, y el de Paz en Entre Ríos. La participación de Paz y de López era simplemente nominal, fuera de unos pocos oficiales emigrados.
Se ha especulado con que la intención de Rivera era formar la Federación del Uruguay, el Estado Oriental del Paraná, o simplemente el Uruguay Mayor; es decir, formar un estado que incluyera el Uruguay, las provincias argentinas de Entre Ríos y Corrientes y la brasileña de São Pedro do Sul. Quizá también estuviera en sus planes incorporar el Paraguay y dominar el Río de la Plata con apoyo anglo-francés.
De todos modos, Rivera dominaba el este de la provincia de Entre Ríos, y hacia allí se dirigió Oribe. Poco antes de que Oribe comenzara a moverse, las vanguardias de ambos ejércitos chocaron sobre un paso del río Gualeguay, quedando los entrerrianos de Urquiza vencidos por los santafesinos emigrados de Juan Pablo López.

## Los ejércitos
Para unir sus tropas a las correntinas, Rivera las trasladó hacia el noreste de la provincia. Allí recibió un fuerte apoyo del ejército correntino, al mando del general Manuel Ramírez, en el que figuraban el general José Domingo Ábalos y los coroneles Joaquín y Juan Madariaga, Benjamín Virasoro y Manuel Hornos.
Como dato curioso, el general Lavalle había comenzado su campaña de 1839 a corta distancia —menos de ocho leguas— de donde tendría lugar esta batalla, que daría fin a la guerra civil argentina iniciada por aquel, en la batalla de Yeruá. En el período de tres años que separó estas batallas, prácticamente toda la Argentina había sido asolada por la guerra civil.
El ejército aliado colorado-unitario estaba formado por más de 7500 hombres (2000 infantes y 5.500 jinetes), orientales en su mayoría y 16 piezas de artillería (14 cañones y 2 obuses). Sus soldados provenían en su mayoría de las provincias argentinas de Corrientes (2500-3100 hombres), Santa Fe (1.000) y Entre Ríos (1.500). A los que se sumaban cerca de 2000 orientales. Su jefe de Estado Mayor era el coronel Elías Galván. 
Por su parte, el ejército de Oribe estaba compuesto por 9000 hombres (2500 infantes, porteños en su mayoría, 6500 jinetes porteños y entrerrianos) y 18 piezas de artillería. De estos unos mil eran orientales. La artillería de Rivera era ligeramente superior en número, pero caería rápidamente en manos enemigas. La caballería de Oribe era bastante más numerosa, mientras su infantería era casi el doble de la enemiga. El jefe de Estado Mayor de Oribe era su sobrino, coronel Francisco Lasala, quien reemplazaba al coronel mayor Eugenio Garzón, que se había separado del ejército por desavenencias con el general en jefe.
Una anécdota, mencionada por Adolfo Saldías, relata que Rosas engañó al ministro inglés Mandeville, convenciéndolo de que su ejército estaba inmovilizado por falta de caballos. El ministro se lo avisó en secreto a Rivera, cosa que Rosas esperaba, y por eso el presidente oriental estaba desprevenido cuando le avisaron que el ejército de Oribe estaba a una hora de marcha de su campamento. Otros autores niegan el episodio, posiblemente contado a Saldías por un testigo presencial, tal vez alguno de los edecanes de Rosas.

## Desarrollo de la batalla
Tal vez por la falsa información de Mendeville, Rivera eligió mal el campo de batalla. En las condiciones en que iba a luchar, debería haber anulado la diferencia numérica eligiendo un campo estrecho. Pero eligió un área bien abierta, donde la caballería pudiera maniobrar. Por otro lado, tuvo que luchar prácticamente con el río Uruguay a su espalda, ya que el gobernador Ferré había prohibido a sus fuerzas cruzarlo hacia el Uruguay, donde Rivera hubiera tenido amplias ventajas.
Otro de sus errores fue dejar como reserva a la caballería correntina, la única que mantenía alta la moral, ensoberbecida después de Caaguazú.
En la mañana del 6 de septiembre, la caballería de Rivera se lanzó al ataque, siendo inmediatamente contenida por la artillería e infantería federales. El extremo derecho de la caballería federal, al mando del coronel Ignacio Oribe (hermano del general en jefe), rodeó a los unitarios que tenía enfrente, al mando del general Juan Pablo López, y apoyó el ataque del ala derecha federal, compuesta por las fuerzas entrerrianas del general Urquiza, gobernador de la provincia. Tras algunas indecisiones, el gobernador entrerriano logró llevar de nuevo sus hombres al ataque. En sus filas figuraban los futuros generales Miguel Galarza, José Miguel Galán y Ricardo López Jordán.
Al mismo tiempo, la extrema izquierda federal, mandada por el coronel Servando Gómez, apoyó el avance del ala izquierda, mandada por el coronel José María Flores, contra las fuerzas orientales del coronel Pedro Mendoza. Si bien la caballería unitaria de este lado logró hacer retroceder a los federales, la herida y posterior muerte de Mendoza desorientó a sus hombres, que abandonaron el campo de batalla. En las filas de Flores estaban los coroneles porteños Cayetano Laprida, Vicente González, Nicolás Granada y el futuro caudillo federal Juan de Dios Videla.
Si bien la caballería federal logró ventajas evidentes, fue el centro el que decidió la batalla. La infantería del general Ángel Pacheco atacó a la artillería oriental, mandado por el coronel Santiago Lavandera (sobrino de Rivera) y dividida en dos fracciones, al mando de los coroneles unitarios Martiniano Chilavert y José María Pirán. Las divisiones federales de los coroneles Mariano Maza, Pedro Ramos, Jerónimo Costa, Cesáreo Domínguez y Marcos Rincón avanzaron hasta los cañones a paso rápido y desplazaron a los artilleros. Este ataque estuvo apoyado por la artillería del coronel Juan Bautista Thorne y del teniente coronel José María Francia.
La reserva unitaria, formada por los correntinos del general Ramírez “chico”, tuvo que lanzarse a la lucha muy temprano para defender las posiciones de las alas de caballería, por lo que no pudo ser utilizada más tarde. La reserva federal, en cambio, al mando del coronel Manuel Urdinarrain, tuvo la oportunidad de apoyar alternativamente a Urquiza y a Gómez. 
La infantería y artillería de Rivera, separadas de las alas de caballería, se retiraron lentamente, perdiendo en su marcha varios oficiales, como los coroneles Francisco Sayós, Joaquín de Vedia, Bernardo Henestrosa y Nicolás Tedeschi, quien se suicidó para no rendirse. Los vencidos tuvieron 2000 muertos y 1.400 prisioneros, perdiendo, además, la artillería, la munición y 24.000 caballos. Toda la artillería y la infantería cayeron en poder del enemigo; los oficiales, y se dice que incluso los cabos y sargentos, fueron ejecutados, mientras los soldados se incorporaron al ejército de Oribe. En particular, los blancos uruguayos se ensañaron con los colorados, ya que los consideraban traidores por haber derrocado al gobierno legal con ayuda extranjera. Las bajas de los federales sumaron 300 entre muertos y heridos.
La caballería vencida, en cambio, logró retirarse sin demasiadas pérdidas. Por supuesto, se dividió entre los orientales (y los santafesinos de López), que cruzaron el río hacia Montevideo, y los correntinos que regresaron a su provincia. En el mando de los primeros se destacaron los coroneles Anacleto Medina y Manuel Olazábal, que reorganizaron relativamente las fuerzas.

## La Guerra Grande
Esta batalla marcó el final de la guerra iniciada en la Argentina en 1839, y significó el comienzo de la llamada Guerra Grande en Uruguay. En realidad, en la visión de Oribe y sus partidarios, esta fue la continuación de la que había desatado a partir de 1836 Rivera contra Oribe. Sólo que, entre medio, habían pasado cuatro años.
Rivera se retiró rápidamente hacia el sur, pensando que sería perseguido de cerca por Oribe. Algunos jefes colorados mantuvieron la defensa durante algunas semanas en el norte del país, pero fueron barridos hacia el sur.
Oribe comenzó la persecución con notable atraso, y perdió semanas solucionando problemas menores lo que dio al gobierno colorado la oportunidad de reunir un ejército de 5.000 hombres. Para cruzar el río con toda su infantería y artillería tuvo que ser trasladado por las naves de la flota de Rosas. Sólo después de completado este traslado, comenzó la lenta marcha hacia Montevideo, al paso de los bueyes que trasladaban los cañones. Llegó el 16 de febrero de 1843 frente a la capital, donde la defensa había sido preparada por el general Paz.
En lugar de tomar la ciudad por asalto, cosa que hubiera causado grandes daños a la población, decidió sitiarla. Tras varios choques en los alrededores, las posiciones quedaron prácticamente fijas por los siguientes ocho años. La razón de tan larga resistencia estuvo en el apoyo prestado a la ciudad sitiada por las flotas francesa e inglesa (y después la brasileña) a los sitiados; una gran cantidad de los defensores, incluso, eran franceses. Además, desde 1845 en adelante, las flotas europeas bloquearon el puerto de Buenos Aires y atacaron el río Paraná. El sitio, con sus combates, y las operaciones que hicieron los jefes colorados por el interior del país fueron lo que se suele llamar la Guerra Grande.
El gobernador Urquiza apoyó el cruce del río por Oribe y luego se lanzó, al frente de 1.200 hombres, sobre Corrientes. La caballería correntina no atinó a ofrecer una resistencia eficaz, y muchos de sus jefes huyeron al Brasil o se pasaron a las fuerzas de Urquiza. Ferré abandonó el país hacia Paraguay, y como acababa de terminar su período de gobierno, fue elegido en su lugar Pedro Cabral, jefe del partido federal.
La guerra civil argentina seguiría en los años siguientes en forma de breves y poco importantes revueltas contra los federales en el interior. La única provincia que volvería a representar un peligro para el régimen de Rosas sería la de Corrientes, que bajo el mando de Joaquín Madariaga volvería a rebelarse hacia fines de 1843. Caería finalmente en manos federales en 1847, sólo para unirse cuatro años más tarde al mismo Urquiza en la campaña que derrocaría a Rosas en la batalla de Caseros, no sin antes derrotar a Oribe, aún a las puertas de Montevideo.